# 王越古
王越古（1980年6月10日—），新加坡女子乒乓球運動員，屬於右手横板弧圈結合快攻型。

## 生涯
王越古6歲開始在鞍山鐵東體校學習乒乓球，至9歲時便已在全國乒乓球重點城市比賽中，獲得女單比賽冠軍。1990年，王越古入選八一體工隊訓練，3年後進入中國乒乓球國家二隊。
1995年王越古進入中國乒乓球國家一隊，更在2年後的全國乒協杯中擊敗王楠、李菊等名將，獲得亞軍。然而，王越古由於右腳踝受傷而接受了一次大手術，此後便失去國家隊的位置。
2005年，王越古接受新加坡乒乓球国家队的邀請加入新加坡隊，並於同年6月首次代表新加坡參加韓國乒乓球公開賽。
2008年北京奧運會，王越古与李佳薇、馮天薇三人組成的新加坡女隊殺入乒乓球女子團體決賽，雖最終以0：3被中國隊橫掃，但卻為新加坡代表團獲得他們奧運會歷史上的第二枚獎牌。
2010年莫斯科世乒賽，王越古不僅作為主力率隊打進決賽，而且爆冷擊敗世界霸主中國女隊。新加坡隊成為二十年間唯一一支在世乒賽的團體賽中，擊敗中國隊的隊伍。而王越古也因此成為了第一批奪得世界冠軍頭銜的新加坡乒乓球運動員的一員。同年的廣州亞運會，新加坡隊又一次与中國隊站在團體決賽的賽場上，但未能重演神奇，獲得銀牌。
2012年初的多特蒙德世乒賽，王越古所在的新加坡隊再次殺入決賽，但卻0：3被中國隊橫掃，無緣衛冕。同年的倫敦奧運會，新加坡隊在準決賽0：3負於日本隊，無緣決賽。其後在銅牌戰中3：0戰勝韓國隊，獲得銅牌。
2012年8月30日，據新加坡《海峽時報》報道，王越古宣布退役。

## 外部連結
- 王越古在新加坡乒乓球隊官方網站